# Cornelia Ernst

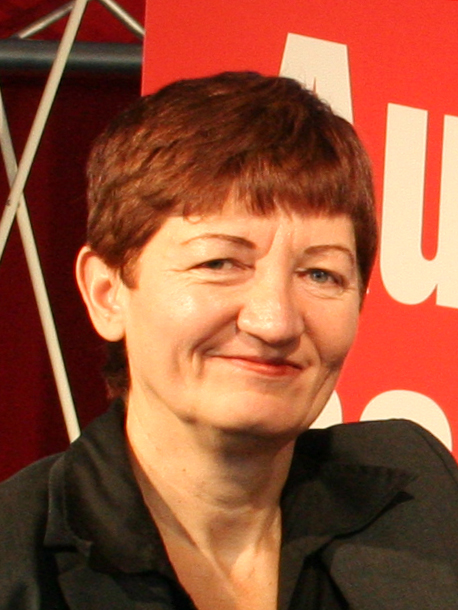
Cornelia Ernst im November 2009 auf dem 4. Landesparteitag der Linken Sachsen

Cornelia Ernst (* 30. November 1956 in Bad Saarow-Pieskow) ist eine deutsche Politikerin (Die Linke). Ernst war für mehr als zehn Jahre auf landespolitischer Ebene in Sachsen engagiert, wo sie unter anderem von 1998 bis 2009 Mitglied des Sächsischen Landtags war. Von 2009 bis 2024 war sie Mitglied des Europäischen Parlaments als Teil der Konföderalen Fraktion der Vereinten Europäischen Linken/Nordische Grüne Linke.

## Leben
Nach dem Abitur 1974 und dem Eintritt in die SED 1976 machte Ernst 1979 den Abschluss als Diplom-Pädagogin. 1979 bis 1980 war sie FDJ-Instrukteurin in der Sektion Geschichte der Pädagogischen Hochschule Leipzig. Sie wurde 1983 mit der Arbeit Zur Geschichte des Internationalen Frauentages in der Übergangsperiode vom Kapitalismus zum Sozialismus auf dem Gebiet der DDR (1945/46–1961) an der Universität Leipzig promoviert und war bis 1991 Lehrerbildnerin am Institut für Lehrerbildung in Großenhain.

## Politische Tätigkeit

### Landespolitisches Engagement

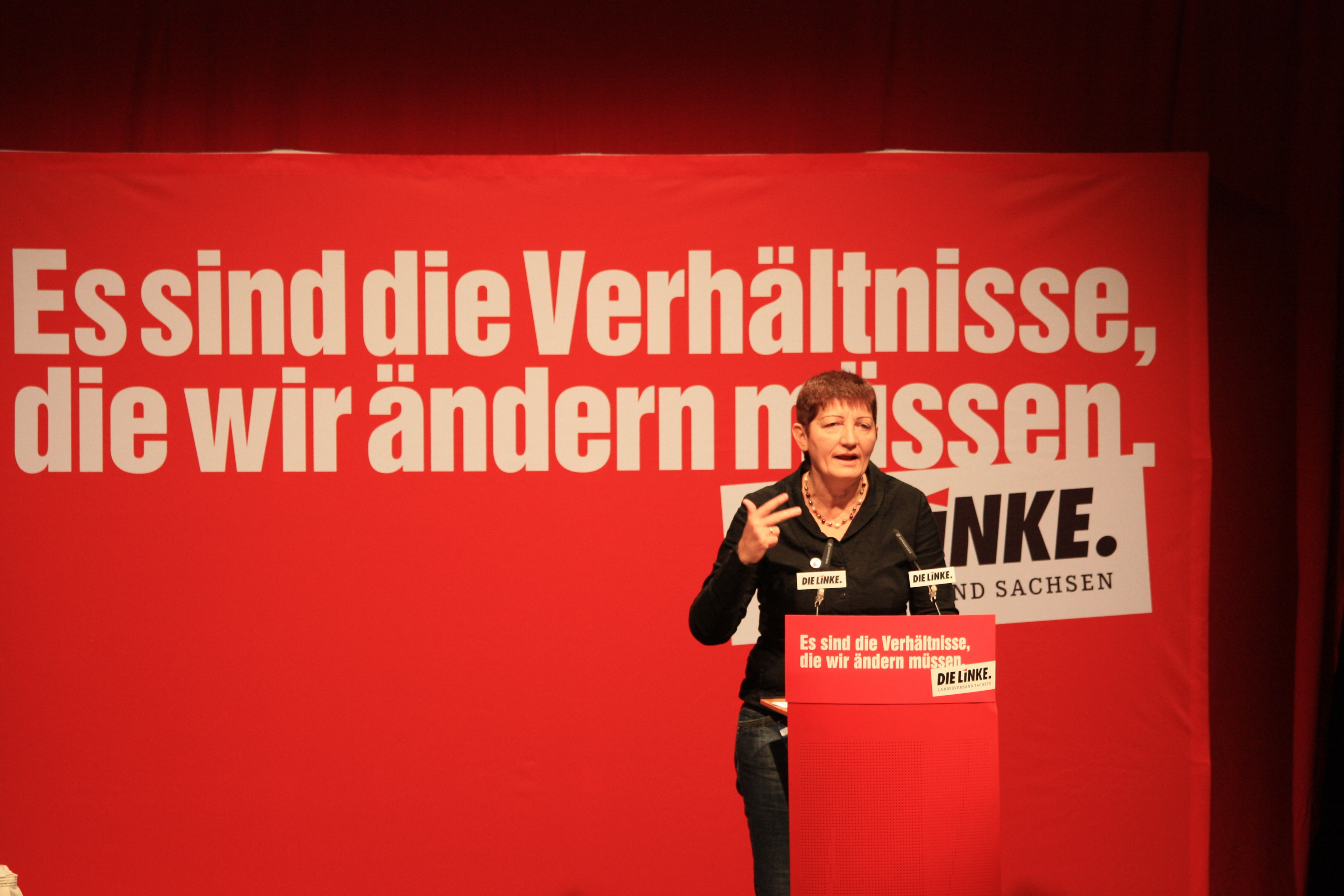
Cornelia Ernst auf dem Landesparteitag von Die Linke Sachsen 2011 in Bautzen

Nach der Wende wechselte sie ihren Beruf und arbeitete von 1991 bis 1998 als parlamentarische Beraterin im Arbeitskreis Soziale Grundsicherung der PDS-Fraktion im Sächsischen Landtag. Von 1995 bis 2001 war Ernst stellvertretende Vorsitzende der PDS Sachsen. Im November 2001 wählten die Mitglieder der PDS Sachsen Ernst zur Vorsitzenden und damit Nachfolgerin von Peter Porsch. Nach der Verschmelzung von WASG und PDS zur Partei DIE LINKE im Juni 2007 wurde sie zur Vorsitzenden des Landesverbandes Sachsen gewählt.
Im November 1998 rückte Ernst für die ausgeschiedene Abgeordnete  Christine Ostrowski nach und wurde Mitglied des Sächsischen Landtages. Bei den Landtagswahlen 1999 und 2004 wurde Ernst direkt in den Landtag gewählt. In ihrer Zeit als Abgeordnete war sie vorrangig als Mitglied im Innenausschuss sowie im Ausschuss für Verfassung, Recht und Europa aktiv.
Als Lokalpolitikerin vertrat sie ihre Partei als Stadträtin von Juni 1999 bis Juni 2009 im Dresdner Rathaus, wo sie unter anderem Mitglied im Sozialausschuss sowie Krankenhausausschuss war.

### Tätigkeit als Europaabgeordnete

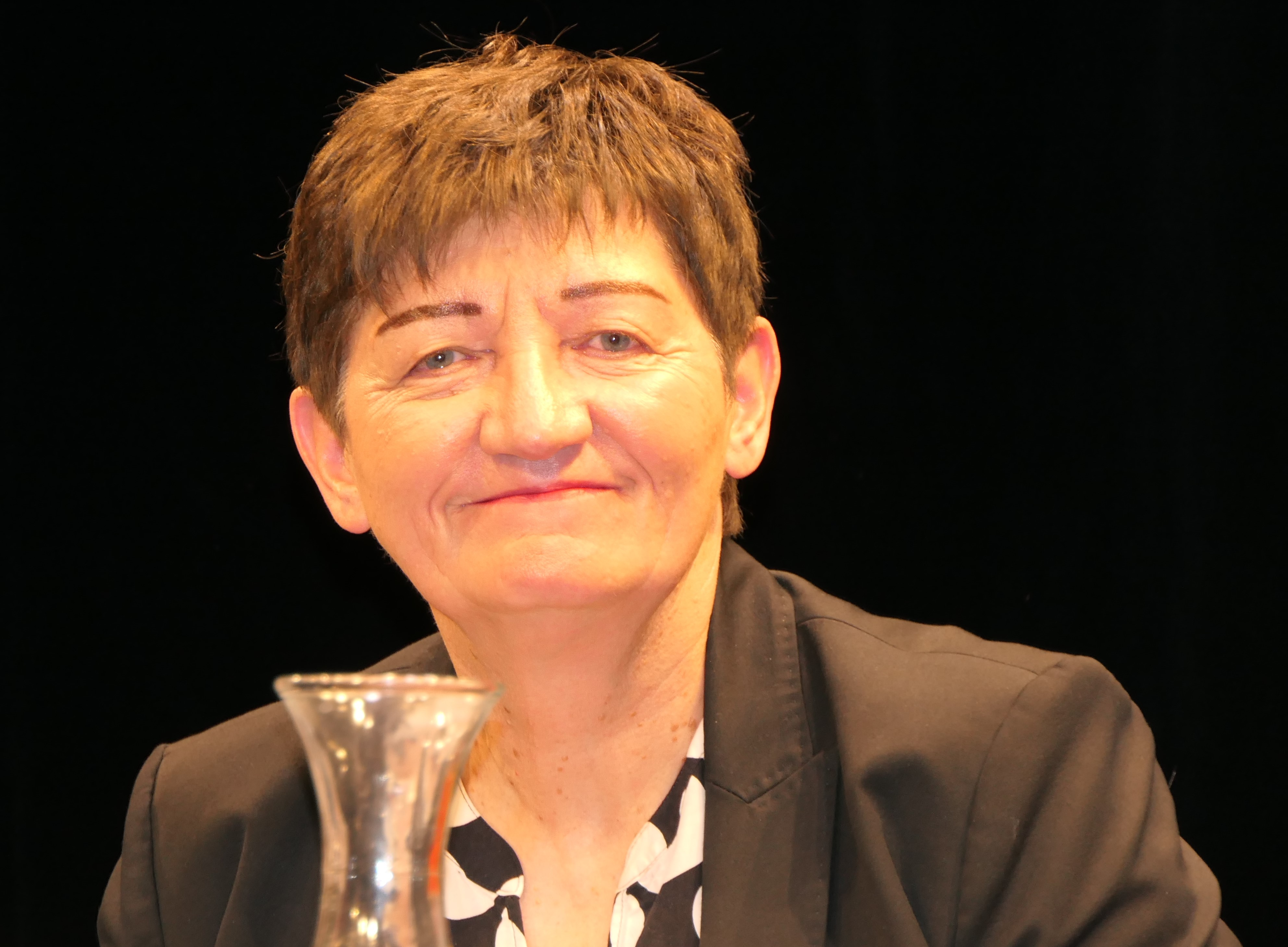
Cornelia Ernst im EU-Wahlkampf 2019

Für die Europawahl 2009 ließ sich Cornelia Ernst aufstellen, ihre Partei nominierte sie für den fünften Listenplatz. Bei der Wahl gewann Die Linke 7,5 Prozent und damit 8 der 99 deutschen Sitze. Sie trat der Konföderalen Fraktion der Vereinten Europäischen Linken/Nordische Grüne Linke bei, in deren Fraktionsvorstand sie 2012 auch gewählt wurde. In der Legislatur von 2009 bis 2014 war sie für ihre Fraktion Mitglied im Ausschuss für bürgerliche Freiheiten, Justiz und Inneres sowie stellvertretendes Mitglied im Ausschuss für regionale Entwicklung und im Ausschuss für die Rechte der Frau und die Gleichstellung der Geschlechter.
Für die Europawahl 2014 nominierte ihre Partei sie erneut, dieses Mal für den dritten Listenplatz. Sie verteidigte ihr Mandat, zog erneut ins Parlament ein und wurde ebenso wieder in den Fraktionsvorstand der GUE/NGL-Fraktion gewählt. In der Legislatur von 2014 bis 2019 war sie für ihre Fraktion erneut Mitglied im Ausschuss für bürgerliche Freiheiten, Justiz und Inneres sowie stellvertretendes Mitglied im Ausschuss für Industrie, Forschung und Energie. Des Weiteren war sie Mitglied im Sonderausschuss Terrorismus.
Für die Europawahl 2019 wählten die Delegierten auf dem Bundesparteitag der Linken im Februar 2019 Ernst erneut auf den dritten Listenplatz. Die Partei verlor zwar bei der Wahl an Stimmen und kam nur noch auf 5,5 Prozent, Ernst verteidigte jedoch erneut ihr Mandat. In der Legislatur ab 2019 war sie für ihre Fraktion erneut Mitglied im Ausschuss für bürgerliche Freiheiten, Justiz und Inneres sowie stellvertretendes Mitglied im Ausschuss für Industrie, Forschung und Energie.
Zur Europawahl 2024 kandidierte sie nicht mehr und schied damit aus dem Europäischen Parlament aus.